# 레알 소시에다드 B
레알 소시에다드 데 푸트볼 B(스페인어: Real Sociedad de Fútbol B)은 줄여서 산세(스페인어: Sanse)로도 알려진 바스크 지방 산 세바스티안을 연고로 하는 스페인의 축구단이다. 1951년에 창단된 이 구단은 레알 소시에다드의 2군이며, 세군다 디비시온 B에 소속되어 있다가 세군다 디비시온으로 승격하였다. 안방 경기는 수비에타 훈련장의 호세 루이스 오르베고소 구장에서 치른다.
잉글랜드 축구 리그 시스템과 다르게 스페인 리그의 2부 구단은 동일한 리그 체계 내에 활동한다. 다만, 2군 선수단은 1군 선수단보다 한 단계 아래 이하의 리그에만 참가할 수 있다. 그에 따라 이 선수단은 1군 선수단이 주로 활약하는 최상위 리그인 라 리가 승격이 불가능하다. 2군 선수단은 코파 델 레이에 참가할 수도 없다.

## 선수 명단

### 현역
2021년 8월 31일 기준
참고: FIFA 자격 규정에 따라 소속된 국가대표팀 국기를 표시합니다. 선수는 복수의 FIFA 비회원국 국적을 가지고 있을 수 있습니다.
| 번호 | 포지션 | 국적 | 이름                      |
| ---- | ------ | ---- | ------------------------- |
| 1    | GK     |      | 가이즈카 아예사           |
| 2    | DF     |      | 알렉스 솔라               |
| 3    | DF     |      | 이마놀 에즈쿠리디아       |
| 4    | MF     |      | 욘 올라사가스티           |
| 5    | DF     |      | 아리츠 아람바리           |
| 6    | DF     |      | 우르코 곤잘레스 데 사라테 |
| 7    | FW     |      | 세베르 알카인             |
| 8    | MF     |      | 아리츠 알다소로           |
| 9    | FW     |      | 욘 카리카부루             |
| 10   | MF     |      | 로베르토 로페즈           |
| 11   | MF     |      | 훌렌 로베테               |

| 번호 | 포지션 | 국적       | 이름              |
| ---- | ------ | ---------- | ----------------- |
| 13   | GK     |            | 안도니 수비아우레 |
| 14   | MF     |            | 베냐트 투리엔테스 |
| 15   | DF     |            | 제레미 블라스코   |
| 16   | DF     |            | 크리스토 로메로   |
| 17   | FW     |            | 헤르만 발레라     |
| 18   | MF     | 슬로바키아 | 피터 포코르니     |
| 19   | FW     |            | 하비에르 마르톤   |
| 20   | FW     |            | 안데르 마르틴     |
| 21   | FW     |            | 나이스 쥬아라     |
| 22   | MF     |            | 다니엘 가리도     |
| 23   | MF     |            | 루카 상갈리       |
| 32   | GK     |            | 우나이 마레로     |

## 역대 감독
| 감독                | 임기        |
| ------------------- | ----------- |
| 메호 코드로         | 2010 ~ 2013 |
| 이마놀 알과실       | 2014 ~ 2018 |
| 이마놀 알과실       | 2018        |
| 샤비 알론소         | 2019 ~ 2022 |
| 세르히오 프란시스코 | 2022 ~      |

## 같이 보기
- 분류:레알 소시에다드 B의 축구 선수
- 레알 소시에다드